# Grace Kelly (musicus)
Grace Kelly, geboren als Grace Chung (Wellesley, 15 mei 1992) is een Aziatisch-Amerikaans jazzsaxofonist, zangeres, songwriter, arrangeur en bandleider. Kelly werd op haar zestiende de jongste musicus ooit die verkozen werd in Down Beat Magazine's Critics Poll. Op haar 18e bracht zij haar zesde album uit, Man with the Hat, een samenwerking met jazzlegende Phil Woods.

## Discografie
- Dreaming (2004)
- Times too (2005)
- Every road I walked (2005)
- GRACEfulLEE (2008)
- Mood Changes (2009)
- Grace (2011)
- Live at Scullers (2013)
- Working for the Dreamers (2014)
- Trying to Figure it Out (2016)
- GO TiME: Brooklyn (2018)
- GO TiME: Brooklyn 2 (2018)
- GO TiME: Live In LA (2019)

## Singles
- She's the first (2016)[3]

- International Standard Name Identifier: 0000 0000 5693 5842
- Library of Congress Control Number: n2009013272
- MusicBrainz: 0c65b90e-7b8a-417c-915e-c8afd743ff24
- Virtual International Authority File: 83467521
- WorldCat: E39PBJwxFBw7BY3v4y6mhcKw4q